# (325455) Della Valle
(325455) Della Valle  es un asteroide perteneciente al cinturón de asteroides, descubierto el 20 de agosto de 2009 por Marco Tonincelli y Wladimiro Marinello desde el Observatorio Cima Rest, en Italia.

## Designación y nombre
Della Valle se designó inicialmente como 2009 QJ26.
Más adelante fue nombrado en honor al astrónomo italiano Massimo Della Valle (n. 1957).

## Características orbitales
Della Valle orbita a una distancia media del Sol de 3,1514 ua, pudiendo acercarse hasta 2,7604 ua y alejarse hasta 3,5424 ua. Tiene una excentricidad de 0,1240 y una inclinación orbital de 10,4151° grados. Emplea en completar una órbita alrededor del Sol 2043 días.

## Características físicas
Su magnitud absoluta es 16,3.